# James Garner (voetballer)
James David Garner (Birkenhead, 13 maart 2001) is een Engels voetballer die doorgaans als defensieve middenvelder speelt. Hij stroomde in 2019 door vanuit de jeugd van Manchester United.

## Clubcarrière
Garner sloot zich op achtjarige leeftijd aan in de jeugdopleiding van Manchester United. In juni 2018 ging de Engelsman mee met het eerste elftal tijdens de voorbereiding op het nieuwe seizoen in de Verenigde Staten. Op 12 december 2018 zat Garner voor het eerst in de wedstrijdselectie voor de wedstrijd in de UEFA Champions League tegen Valencia CF. Op 27 februari 2019 debuteerde hij in de Premier League in een 1–3 uitzege tegen Crystal Palace. Hij viel na 90 minuten in voor Fred.

## Interlandcarrière
Garner maakte deel uit van verschillende Engelse nationale jeugdselecties. Hij was aanvoerder van Engeland –17 op het EK –17 van 2017 in Kroatië.